# رخنتیس
رخنتیس (به آلمانی: Rechnitz) یک شهر بازاری و شهرستان اتریش در اتریش است که در Oberwart District واقع شده‌است.

## خصوصیات
رخنتیس ۴۳٫۸ کیلومترمربع مساحت دارد ۳۶۶ متر بالاتر از سطح دریا واقع شده‌است.

## خواهرخوانده
شهر آلتزی خواهرخواندهٔ رخنتیس هست.